# Arrêts de la Cour de justice (1954)
Pour les articles homonymes, voir Arrêts de la Cour de justice.
Les premiers arrêts de la Cour de justice ont été rendus en 1954. Ils sont au nombre de deux.

## Sources

## Compléments